# Gare de Vitrolles-Aéroport-Marseille-Provence
Gare de Vitrolles-Aéroport-Marseille-Provence – przystanek kolejowy w Vitrolles, w departamencie Delta Rodanu, w regionie Prowansja-Alpy-Lazurowe Wybrzeże, we Francji.
Otwarty w 2008 roku jest przystankiem kolejowym Société nationale des chemins de fer français (SNCF), obsługiwanym przez pociągi regionalne TER Provence-Alpes-Côte d’Azur, kursujące między Miramas i Marsylią.
Przystanek obsługuje pobliski Port lotniczy Marsylia.